# Hans Herrmann
Hans Herrmann (Stuttgart, 23 de fevereiro de 1928) é um ex-automobilista alemão. Correu nove temporadas, sendo sete em tempo integral (1953-1955, 1957-1961 e outras duas como "participação especial" (1966 e 1969), com carros de Fórmula 2.
Foi bem-sucedido também em corridas de protótipos, em especial as 24 Horas de Le Mans, ao serviço da Porsche, com vitórias na classe: 1958, 1962, 1966, 1969 e 1970 e a única vitória na classificação geral em 1970. 
Em 1959, no único GP da Alemanha realizado no estreito circuito de AVUS, Herrmann ficou marcado por um espetacular acidente na Nordschleife, o "paredão" situado na parte superior da pista: sua BRM perdeu o controle na entrada da curva e bateu com violência, capotando em seguida. Incrivelmente, o alemão sai ileso.
Herrmann se aposentou das pistas em 1970, aos 42 anos.

### 24 Horas de Le Mans
| Ano  | Equipe                     | Nº | Co-Pilotos              | Carro                        | Classe | Voltas | Geral | Posição Na Classe |
| ---- | -------------------------- | -- | ----------------------- | ---------------------------- | ------ | ------ | ----- | ----------------- |
| 1953 | Porsche KG                 | 44 | Helmut Glöckler         | Porsche 550 Coupé            | S 1.5  | 247    | 16º   | 2º                |
| 1954 | Porsche KG                 | 41 | Helmut Polensky         | Porsche 550/4 RS 1500 Spyder | S 1.5  | 148    | DNF   | DNF               |
| 1956 | Porsche KG                 | 24 | Umberto Maglioli        | Porsche 550A/4 RS            | S 1.5  | 136    | DNF   | DNF               |
| 1957 | Automobiles Porsche        | 33 | Richard von Frankenberg | Porsche 500A RS              | S 1.5  | 87     | DNF   | DNF               |
| 1958 | Porsche KG                 | 29 | Jean Behra              | Porsche 718 RSK Spyder       | S 2.0  | 291    | 3º    | 1º                |
| 1959 | Porsche KG                 | 32 | Umberto Maglioli        | Porsche 718 RSK              | S 2.0  | 78     | DNF   | DNF               |
| 1960 | Porsche KG                 | 34 | Maurice Trintignant     | Porsche 718 RS 60            | S 2.0  | 57     | DNF   | DNF               |
| 1961 | Porsche System Engineering | 32 | Edgar Barth             | Porsche 718/4 RS Coupe       | S 2.0  | 306    | 7º    | 2º                |
| 1962 | Porsche System Engineering | 34 | Edgar Barth             | Porsche 356B Abarth          | GT 1.6 | 287    | 7º    | 1º                |
| 1966 | Porsche System Engineering | 31 | Herbert Linge           | Porsche 906/6L Carrera 6     | P 2.0  | 338    | 5º    | 2º                |
| 1967 | Porsche System Engineering | 41 | Jo Siffert              | Porsche 907/6L               | P 2.0  | 358    | 5º    | 1º                |
| 1968 | Porsche System Engineering | 31 | Jo Siffert              | Porsche 908                  | P 3.0  | 59     | DNF   | DNF               |
| 1969 | Porsche System Engineering | 64 | Gérard Larrousse        | Porsche 908 Coupé            | P 3.0  | 372    | 2º    | 1º                |
| 1970 | Porsche System Engineering | 23 | Richard Attwood         | Porsche 917K                 | S 5.0  | 343    | 1º    | 1º                |

### 24 Horas de Daytona
| Ano  | Equipe                     | Nº | Co-Pilotos                                            | Chassi                     | Classe | Voltas | Geral | Posição Na Classe |
| ---- | -------------------------- | -- | ----------------------------------------------------- | -------------------------- | ------ | ------ | ----- | ----------------- |
| 1963 | Abarth Corse               | 70 |                                                       | Abarth-Simca 1300 Bialbero | GT 1.3 | 74     | 9º    | 1º                |
| 1964 | Abarth Corse               | 83 | Tommy Spychinger                                      | Abarth-Simca 1300 Bialbero | GT 1.3 | 0      | DNS   | DNS               |
| 1966 | Porsche System Engineering | 15 | Herbert Linge                                         | Porsche 906                | P 2.0  | 623    | 6º    | 1º                |
| 1967 | Porsche of Stuttgart       | 52 | Jo Siffert                                            | Porsche 910                | P 2.0  | 618    | 4º    | 1º                |
| 1968 | Porsche System Engineering | 54 | Vic Elford Jochen Neerpasch Jo Siffert Rolf Stommelen | Porsche 907                | P      | 673    | 1º    | 1º                |
| 1969 | Porsche System Engineering | 50 | Jo Siffert                                            | Porsche 908                | P 3.0  | 415    | DNF   | DNF               |

### 12 Horas de Sebring
| Ano  | Equipe                     | Nº | Co-Pilotos                     | Chassi                     | Classe | Voltas | Geral | Posição Na Classe |
| ---- | -------------------------- | -- | ------------------------------ | -------------------------- | ------ | ------ | ----- | ----------------- |
| 1956 | Porsche K.G.               | 41 | Wolfgang von Trips             | Porsche 500 Spyder         | S 1.5  | 182    | 6º    | 1º                |
| 1957 | Porsche Company            | 41 | Jack McAfee                    | Porsche 550 RS             | S 1.5  | 165    | DNF   | DNF               |
| 1960 | Jo Bonnier                 | 42 | Olivier Gendebien              | Porsche 718 RS60           | S 1.6  | 196    | 1º    | 1º                |
| 1961 | Porsche Auto               | 50 | Edgar Barth                    | Porsche 718 RS 61          | S 2.0  | 0      | DNF   | DNF               |
| 1963 | Abarth Corse               | 60 | Mauro Bianchi                  | Abarth-Simca 1300 Bialbero | GT 1.3 | 83     | DNF   | DNF               |
| 1966 | Porsche System Engineering | 52 | Joe Buzzetta Gerhard Mitter    | Porsche 906                | P 2.0  | 209    | 4º    | 1º                |
| 1967 | Porsche Auto               | 37 | Jo Siffert                     | Porsche 910                | P 2.0  | 223    | 4º    | 1º                |
| 1968 | Porsche Automobile Co.     | 49 | Jo Siffert                     | Porsche 907 2.2            | P 3.0  | 237    | 1º    | 1º                |
| 1969 | Porsche System Engineering | 28 | Kurt Ahrens Jr. Rolf Stommelen | Porsche 908/02             | P 3.0  | 97     | DNF   | DNF               |
| 1970 | Porsche-Audi United States | 17 | Rudi Lins                      | Porsche 917K               | S 5.0  | 28     | DNF   | DNF               |

### Fórmula 1
(legenda) (Corrida em itálico indica volta mais rápida)
| Ano  | Nome Oficial da Equipe     | Chassi             | Motor                    | 1      | 2       | 3   | 4       | 5       | 6       | 7       | 8       | 9       | 10      | 11    | Pontos | Posição |
| ---- | -------------------------- | ------------------ | ------------------------ | ------ | ------- | --- | ------- | ------- | ------- | ------- | ------- | ------- | ------- | ----- | ------ | ------- |
| 1953 | Hans Herrmann              | Veritas Meteor     | Veritas 2.0 L6           | ARG    | 500     | NED | BEL     | FRA     | GBR     | GER 9   | SUI     | ITA     |         |       | 0      | NC      |
| 1954 | Daimler Benz AG            | Mercedes-Benz W196 | Mercedes M196 2.5 L8     | ARG    | 500     | BEL | FRA Ret | GBR     | GER Ret | SUI 3   | ITA 4   | ESP Ret |         |       | 8      | 7º      |
| 1955 | Daimler Benz AG            | Mercedes-Benz W196 | Mercedes M196 2.5 L8     | ARG 41 | MON DNQ | 500 | BEL     | NED     | GBR     | ITA     |         |         |         |       | 1      | 22º     |
| 1957 | Officine Alfieri Maserati  | Maserati 250F      | Maserati 250F1 2.5 L6    | ARG    | MON DNQ | 500 | FRA     | GBR     |         |         |         |         |         |       | 0      | NC      |
| 1957 | Scuderia Centro Sud        | Maserati 250F      | Maserati 250F1 2.5 L6    |        |         |     |         |         | GER Ret | PES     | ITA     |         |         |       | 0      | NC      |
| 1958 | Scuderia Centro Sud        | Maserati 250F      | Maserati 250F1 2.5 L6    | ARG    | MON     | NED | 500     | BEL     | FRA     | GBR     | GER Ret | POR     |         |       | 0      | NC      |
| 1958 | Jo Bonnier                 | Maserati 250F      | Maserati 250F1 2.5 L6    |        |         |     |         |         |         |         |         |         | ITA Ret | MOR 9 | 0      | NC      |
| 1959 | Scuderia Centro Sud        | Cooper T51         | Maserati 250S 2.5 L4     | MON    | 500     | NED | FRA     | GBR Ret |         |         |         |         |         |       | 0      | NC      |
| 1959 | British Racing Partnership | BRM P25            | BRM P25 2.5 L4           |        |         |     |         |         | GER Ret | POR     | ITA     | USA     |         |       | 0      | NC      |
| 1960 | Porsche System Engineering | Porsche 718        | Porsche 547/3 1.5 F4     | ARG    | MON     | 500 | NED     | BEL     | FRA     | GBR     | POR     | ITA 6   | USA     |       | 1      | 28º     |
| 1961 | Porsche System Engineering | Porsche 718        | Porsche 547/3 1.5 F4     | MON 9  |         |     |         |         | GER 13  | ITA     | USA     |         |         |       | 0      | NC      |
| 1961 | Ecurie Maarsbergen         | Porsche 718        | Porsche 547/3 1.5 F4     |        | NED 15  | BEL | FRA WD  | GBR     |         |         |         |         |         |       | 0      | NC      |
| 1966 | Roy Winkelmann Racing      | Brabham BT18 (F2)  | Ford Cosworth SCA 1.0 L4 | MON    | BEL     | FRA | GBR     | NED     | GER 11  | ITA     | USA     | MEX     |         |       | 0      | NC      |
| 1969 | Roy Winkelmann Racing      | Lotus 59B (F2)     | Ford Cosworth FVA 1.6 L4 | RSA    | ESP     | MON | NED     | FRA     | GBR     | GER DNS | CAN     | ITA     | USA     | MEX   | 0      | NC      |

- ↑1  Compartilhou com Karl Kling and Stirling Moss.